# Bremer Stiftungen
Stiftungen in Bremen haben in der Freien Hansestadt Bremen eine lange hanseatische Tradition.
Stiftungen bestehen im Land Bremen seit dem Mittelalter; die älteste von 336 Stiftungen (2018) ist das St.-Remberti-Stift.
Bremen nimmt in der bundesweiten Rangfolge der Länder nach Hamburg den zweiten Rang ein mit 49 Stiftungen pro 100.000 Einwohner (Bremen 54, Bremerhaven 23/100.000 Einw.).

In der jungen Seestadt Bremerhaven ist die Anzahl der Stiftungen mit um die 23 Stiftungen überproportional geringer.

Im Vergleich der Großstädte belegt (2018) die Stadt Bremen den Platz 15.
Im 2003 gegründete Verein Stiftungshaus Bremen sind rund 90 Stiftungen (2015) vertreten.

## Geschichte
Im Mittelalter entstanden in Bremen zunächst vor allem mildtätige Stiftungen. In Gasthäusern wurden Arme, Kranke und Pilger aufgenommen. Die Stifter waren damals durchweg wohlhabende Grundbesitzer. Die Stiftungen waren aber auch auf andere Geld- und Sachspenden angewiesen. Zu den Stiftungen aus der Zeit des Mittelalters bis zum 17. Jahrhundert gehören oder gehörten: Das St. Jürgen-Hospital, das Isabeen-Gasthaus, das Gertruden-Gasthaus, das St. Jacobi-Witwenhaus, das Nicolai-Witwenhaus, das St. Remberti-Haus, das St. Johannes-Krankenhaus, das alte Mannhaus und die Stiftungen für Waisenhäuser und für die Gottesbuden.
Zu ältesten Einrichtungen in Bremen, die heute als Stiftungen fungieren, zählen das St.-Remberti-Stift, das spätestens 1303 gegründet wurde, die Stiftung St. Petri-Witwenhaus von 1536, das Haus Seefahrt von 1545, das seit 460 Jahren die Schaffermahlzeit ausrichtet, die Stiftung Gottesbuden von 1564, die Stiftung Alten Eichen von 1596, die als älteste Jugendhilfeeinrichtung in Deutschland gilt und die Stiftung St. Petri Waisenhaus von 1692 in Bremen von 1692.
Im 19. Jahrhundert kamen viele private Stiftungen hinzu, die vor allem in soziale Belangen förderten, für z. B. Krankenhäuser, kirchliche Einrichtungen oder Herbergen. Sie unterlagen der Aufsicht durch den Senat und deren Inspektoren oder der Diakonien. Viele Stiftungen hatten finanzielle Engpässe und erloschen; einige bestehen aber heute noch. Durch die Inflation in den 1920er Jahren verloren einige Stiftungen ihr Kapital.
Im 20. und 21. Jahrhundert entstanden eine Reihe von Stiftungen, die sich kulturellen, sozialen, stadtbildpflegerischen und politischen Zwecken widmeten. Insbesondere sind zu nennen Stiftungen für
- Museen: Focke-Museum, Gerhard-Marcks-Haus, Museum Weserburg, Deutsches Schifffahrtsmuseum, Überseemuseum, Deutsches Auswandererhaus, Schulschiff Deutschland, Wilhelm-Wagenfeld-Stiftung, Dom Museum,
- Stadt- und Landschaftsgestaltung: Stiftung Wohnliche Stadt, Rhododendron-Park Bremen, Botanika, Gräfin-Emma-Stiftung,
- kulturelle Einrichtungen: Bremer Literaturstiftung, Günter-Grass-Stiftung, Waldemar-Koch-Stiftung, verschiedene Universitätsstiftungen,
- soziale Einrichtungen: Kaisen-Stiftung, Stiftung Alten Eichen, DLRG-Stiftung, Deutsche Gesellschaft zur Rettung Schiffbrüchiger, Martinshof,
- Heimstiftungen: Remberti-Stiftung, Egestorff-Stiftung, Bremer Heimstiftung, Stiftung Friedehorst.

1987 gab es im Land Bremen ohne Familienstiftungen 144 Stiftungen, 2000 waren es 197 und 2010 waren es 303 Stiftungen, davon 19 in Bremerhaven.
Der 2003 auf Initiative von Unternehmer Conrad Naber, Unternehmer Bernd-Artin Wessels und Senator a. D. Manfred Fluß gegründete Stiftungshaus Bremen e. V. ist eine Kommunikations- und Verwaltungsplattform für gemeinnützige Institutionen in Bremen, die er berät. Der Verein versteht sich als Dachorganisation. Er kooperiert mit der Sparkasse Bremen und viele andere Stiftungen, Vereine und Banken sind seine Mitglieder.

## Liste der Bremer Stiftungen
Auswahl in alphabetische Reihenfolge nach Nachnamen; die Bezeichnungen St. oder Stiftung wurde bei der alphabetischen Reihenfolge nicht berücksichtigt.
In der Liste befinden sich auszugsweise größere und/oder bekanntere Stiftungen (keine gemeinnützige Vereine), die in allgemeinen, öffentlichen Bereichen fördern, also keine typischen Familienstiftungen oder Firmenstiftungen zur Förderung der Betriebsangehörigen.

### A
- Stiftung Alten Eichen von 1596, seit 1596 bzw. 1901, älteste noch bestehende Jugendhilfeeinrichtung
- Ambulante Versorgungsbrücken e. V., für gesundheitsbezogene Selbsthilfe
- Anker gGmbH, Projekte im Bereich Schuldenprävention und Schuldnerberatung.
- Arco Bremen Osterholz e. V. für musikalische Förderung

### B
- Berninghausen Stiftung, seit 1989, fördert im Bereich Umwelt, Wissenschaft, Kultur und zu humanitären Zwecken, Stifter des Berninghausenpreises.
- BioNativa Stiftung, für nachhaltigen Entwicklung in Kolumbien insbesondere in der Gegend Pijao
- Harry-und-Brigitte-Bornemann-Stiftung von 2018, fördert Wissenschaft, Kunst, Kultur, Denkmalschutz
- Bremer Daniel-Schnackenberg-Stiftung, seit 1948, fördert bedürftige Kinder und deren Familie. Stiftverwalter: Senator für Arbeit, Frauen, Gesundheit, Jugend und Soziales.
- Bremer Friedenspreis, seit 2003, verleiht Stiftungspreise für engagierte Bürger die für Gerechtigkeit, Frieden und die Bewahrung der Schöpfung eintreten.
- Bremer Heimstiftung, seit 1953, Träger von Stiftungsresidenzen, Stadtteilhäusern und Stiftungsdörfern. Stifter: Stadt Bremen
- Bremer Landesbank-Stiftung, seit 1999, fördert im Bereich Jugendpflege, Bildung und Völkerverständigung.
- Bremer Literaturstiftung, seit 1993, fördert die Jugendpflege, die Bildung sowie die Völkerverständigung. Stifter: Buchhandlung Geist.
- Stiftung Bremer Rhododendronpark, seit 2007, fördert den Rhododendron-Park Bremen.
- Bremer schuloffensive Stiftung zur Förderung der Arbeit an Schulen.
- Bremer Sparer-Dank, Stiftung der Sparkasse Bremen, Wohnungsvermietung an bedürftige Bürger, Bau, Erwerb und Betrieb von Altenwohnheimen, Unterstützung hilfsbedürftiger Personen, Förderung von Kunst, Kultur und Denkmalschutz.
- Stiftung Bremer Wertpapierbörse, seit 2007, hervorgegangen aus der Bremer Börse von 1620 bzw. 1682, fördert Wissenschaft, Forschung und Kultur.
- Bremische Kinder- und Jugendstiftung, seit 2001. Verwalter: Stiftungshaus Bremen e. V.
- Bremer Krebsgesellschaft e. V.
- Bremische Volksbank e.G.-Stiftung, Förderung von Kunst, Kultur, Bildung, Erziehung, Wissenschaft, Forschung und soziale Einrichtungen.
- Stiftung der Bremerhavener Wirtschaft, seit 2000, fördert im Bereich Bildung, Erziehung, Kunst, Kultur, Sport und Wissenschaft.
- Stiftung Bürgerhilfe „Solidarität“ Bremerhaven, seit 2002, fördert im Bereich der Erziehung, Berufsbildung, Verfolgter, Kriegsopfer, Zivilbeschädigter und Behinderter.
- Bürgermeister Hermann Hildebrand-Stiftung, seit 1944/46, fördert Kriegsbeschädigte und Kriegshinterbliebene.
- Bürgerstiftung Bremen, seit 2002, fördert Projekte im Bildungs-, Kultur-, Politik-, Sozial- und Umweltbereich. Stifter: Stadt Bremen und Zustifter.
- Bürgerstiftung Bremerhaven, seit 2002, fördert im Bereich Kultur und Soziales. Verwalter: Städtische Sparkasse Bremerhaven.

### C
- C.C.C.L. de Brême, seit 1955, fördert die deutsch-französische Verständigung.
- Club zur Vahr Stiftung, seit 2006, fördert den Sport.
- Collegium Förderstiftung zur Förderung von jungen Menschen bei der sozialen, musischen oder wertemäßigen Entwicklung und der sozialen Integration
- Conrad Naber Stiftung, s. b. Naber

### D
- Stiftung Deutsche Außenhandels- und Verkehrs-Akademie DAV, seit 1993, fördert Wissenschaft und Forschung, Berufsbildung, Aus-, Weiter- und Fortbildung, mit den Schwerpunkten Logistik und Wirtschaft. Die DAV besteht seit den 1950er Jahren.
- Stiftung Deutsches Auswandererhaus, seit 2006, fördert das Auswandererhaus.
- Stiftung Deutsches Rotes Kreuz für das Land Bremen, seit 2003, fördert Wohlfahrts- und Gesundheitspflege beim DRK im Land Bremen.
- Deutsches Schifffahrtsmuseum, seit 1971, fördert Wissenschaft, Forschung, Bildung und Erziehung sowie Kunst und Kultur.
- Deutsche Stiftung Sail Training (DSST), seit 1986, betreibt Segelschiffe (u. a. die Alexander von Humboldt und die Alexander von Humboldt II) und Landstützpunkte um bevorzugt Jugendliche im Rahmen traditioneller Seemannschaften eine „Erziehung durch die See“ zu ermöglichen. Gründungsstifter: Sail Training Association Germany (STAG), Brauerei Beck & Co, Firma E.H. Harms (heute BLG Logistics Group).
- DGzRS Stiftung seit 2004, fördert die Deutsche Gesellschaft zur Rettung Schiffbrüchiger in Bremen und Bremerhaven.
- Dieckell-Stiftung von 1998 des Bremerhavener Unternehmers Friedrich Dieckell und Familie zur Förderung von Wissenschaft, Forschung, Bildung, Erziehung und Völkerverständigung.
- DLRG-Stiftung Bremen, seit 1996, fördert die Deutsche Lebens-Rettungs-Gesellschaft in Bremen und Bremerhaven.
- D.anke-Stiftung für Not-wendiges, seit 2023, soll Menschen in prekären Situationen helfen, wo staatliche Förderung nicht greift. Insbesondere sollen Institutionen, die in diesen Fällen Hilfe leisten, unterstützt werden. Die D.anke-Stiftung wird von der Bürgerstiftung Bremen treuhänderisch verwaltet.

### E
- Egestorff-Stiftung-Altenheimat, seit 1908, fördert bedürftige alte Männer und Frauen.
- Entwicklungsbegleitung und Integration e. V. von 1984 zur Förderung der Bildung und Erziehung von Kindern und Jugendlichen.
- Eugen Kulenkamp-Stiftung von 1897 mit 300.000 Mark Stiftungsmittel aus dem Vermächtnis von Generalkonsul Friedrich Wilhelm Kulenkamp. Zweck: Bau der 39 Arbeiterhäuser von 1905 in der Östlichen Vorstadt, Achimer Straße 59 bis 97 und Henriettenstraße 2 bis 38 sowie 17 Häuser in der Schenkendorfstraße, sechs in der Ostendorpstraße und vier in der Scharnhorststraße. Siehe: Häuser der Eugen-Kulenkamp-Stiftung

### F
- Stiftung Friedehorst, fördert kirchlichdiakonische Aufgaben bei der Altenhilfe, der Behindertenarbeit, der Pflege, der Rehabilitation und der Weiterbildung.
- Frauenorte Edith-Lücke-Stiftung zur Förderung von Frauenvereinen und Fraueneinrichtungen.

### G

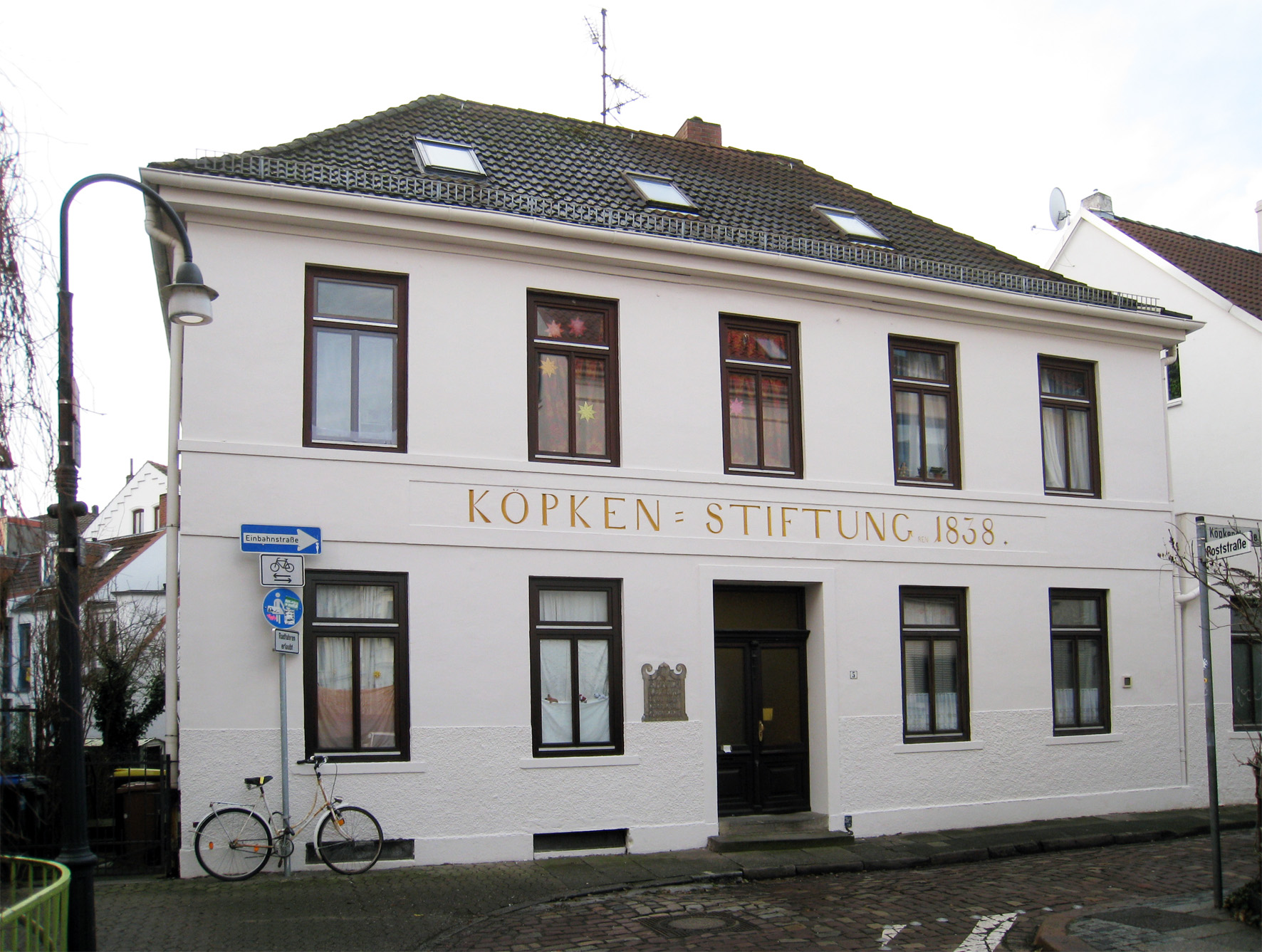
Köpken-Stiftung in der Köpkenstraße

- Gerhard-Marcks-Stiftung siehe bei Marcks
- Stiftung Gottesbuden (auch Gottesbuden Senator Heinrich Köpken-Stiftung) von 1564 bzw. 1830, förderte Wohnhäuser für bedürftige Frauen und heute für Studentinnen . Erster Stifter: Johann Using, dann Heinrich Köpken; heute: Stadt Bremen.
- Gut für Bremen, Stiftung der Sparkasse Bremen für Wissenschaft, Forschung, Religion, Kunst, Kultur, Jugend- und Altenhilfe, Denkmalschutz, Denkmalpflege, Naturschutz.
- Gräfin Emma Stiftung zur Erhaltung des Bremer Bürgerparks und des Stadtwaldes, seit 2000.
- Günter-Grass-Stiftung, seit 2002, verleiht Literaturpreise. Stifter: Stadt Bremen und Unternehmer.
- Michael und Barbara Grobien Stiftung, seit 2002, fördert die Kunst und die Rettung aus Lebensgefahr.

### H

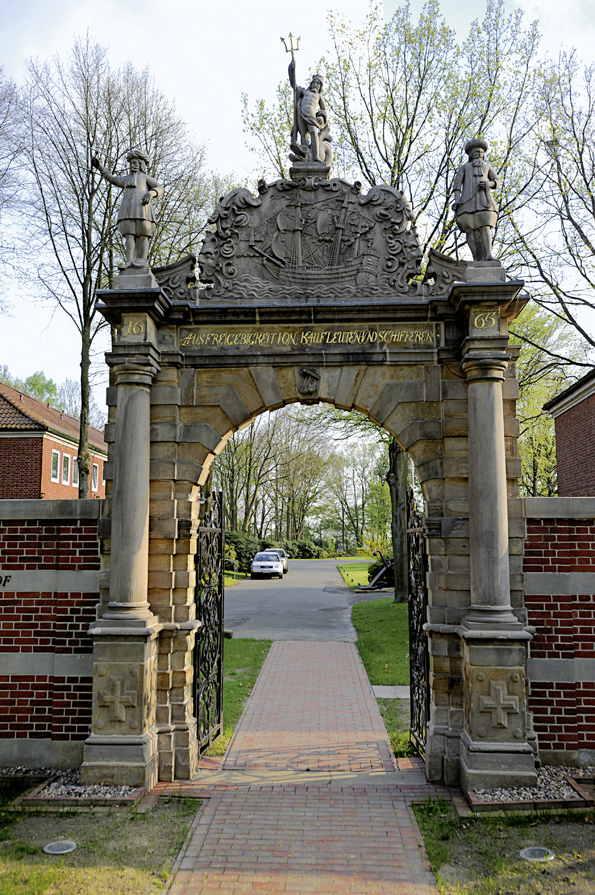
Portal Haus Seefahrt von 1665

- H.H. Meier-Stiftung für Stipendienzwecke von Studierenden an einer deutschen Universität oder Hochschule.
- Hasse Stiftung zur Förderung der Jugend, der Erziehung, des Tierschutzes und des Wohlfahrtswesens.
- Haus Seefahrt, seit 1545, Fürsorge alter seemännischer Mitglieder und deren Ehefrauen und Witwen.
- Detlef Hegemann Stiftung, seit 1994, fördert die Aus- und Fortbildung von Bau- und Schiffbauingenieuren.
- Ursula Hegemann Stiftung, seit 2004, fördert Projekte der Bildung und Erziehung, des Sports sowie des Tierschutzes und der Tierzucht.
- Stiftung Dr. Heines, seit 1992, fördert für Behinderte bei Forschung und Wissenschaft, Jugendhilfe und Gesundheitswesen.
- Manfred-Hermsen-Stiftung, seit 2001, fördert Umwelt- und Naturschutzprojekte. Stifter: Manfred Hermsen.
- Bernd und Eva Hockemeyer Stiftung, seit 2001, fördert Kunst, Kultur, Bildung, Forschung sowie soziale Aufgaben.
- Karin und Uwe Hollweg Stiftung benannt nach Uwe Hollweg, seit 1996, fördert im Bereich Kunst, Kultur und der Denkmalpflege, u. a. die Erweiterung der Kunsthalle Bremen.

### I
- Stiftung Institut für Werkstofftechnik, seit 1975. Stifter: Land Bremen

### J
- St. Jürgen-Gasthaus, seit dem 9. Jahrhundert bis 1601, Gasthaus für Arme, Pilger und Kranke. Stifter: Erzbischof Ansgar, um 1226 bis 1601: Stadt Bremen.
- St. Jürgen-Hospital, heute: Klinikum Bremen-Mitte, war im Mittelalter eine Stiftung.

### K
- Wilhelm und Helene Kaisen-Stiftung, seit 1995, Pflege des Wohnhauses und des Nachlasses der Familie als Gedenkstätte.
- Kieserling Stiftung, seit 2004, fördert im Bereich Wissenschaft, Forschung, Bildung und Erziehung sowie Jugendhilfe.
- Kinderkrebsstiftung Bremen, seit 2005, Beratung, Betreuung und Unterstützung Leukämie- und Tumorkranker Kinder und Jugendlicher und deren Eltern.
- Stiftung Knoops Park, seit 1998, fördert den Knoops Park.
- Waldemar-Koch-Stiftung benannt nach Waldemar Koch, seit 1963, fördert kulturelle und gesundheitliche Zwecke.
- Stiftung Kunstverein in Bremen, Verein seit 1823 Stiftung seit 2003, fördert die bildende Kunst (Malerei, Bildhauerkunst, Kupferstiche, Handzeichnungen, Medienkunst). Stifter: Kunstverein in Bremen.
- Kunst- und Kultur-Stiftung der Sparkasse in Bremen, seit 1991.

### L
- Lebenshilfe Bremen Stiftung, seit 1960, zur Förderung von Menschen mit geistiger Behinderung.
- Lungenstiftung Bremen von 2018 vom Klinikum Bremen-Ost und der AOK gegründet.
- Lür-Kropp-Stiftung, seit 2006, fördert den Lür-Kropp-Hof und die Heimatpflege.

### M
- Gerhard-Marcks-Stiftung, seit 1969, fördert das Gerhard-Marcks-Haus mit 400 Skulpturen, 14.000 Handzeichnungen und 1200 Blätter Druckgrafik.
- Stiftung Martinshof, seit 2003, fördert die Integration von behinderten Menschen.
- Stiftung Medizin für obdachlose Menschen (MoM) von 2018, fördert auch den entsprechenden Verein (MVO).
- Paula Modersohn-Becker-Stiftung, seit 1979, fördert das Werk der Künstlerin.

### N
- Conrad Naber Stiftung, seit 1998/2001, fördert Wissenschaft und Forschung, sowie Kunst und Kultur. Stifter: Conrad Naber.
- Nachbarschaftshaus-Helene-Kaisen-Stiftung benannt nach Helene Kaisen, von 2018 für Kultur, Jugend, Ältere, Wohlfahrt, Völkerverständigung.
- Neues Museum Weserburg Bremen, seit 1989, fördert Kunst, Wissenschaft, Bildung und Erziehung; vor allem zeitgenössischer Kunst.
- Nolting-Hauff-Stiftung zur Förderung der Wissenschaften und der Universität benannt nach Wilhelm Nolting-Hauff, seit 1963, fördert Wissenschaft in Forschung und Lehre. Verwalter: Sparkasse Bremen.

### O
- Fritz und Hermine Overbeck-Stiftung benannt nach Fritz Overbeck und Hermine Overbeck-Rohte, seit 1990. Stifterin: Gertrud Overbeck.

### P

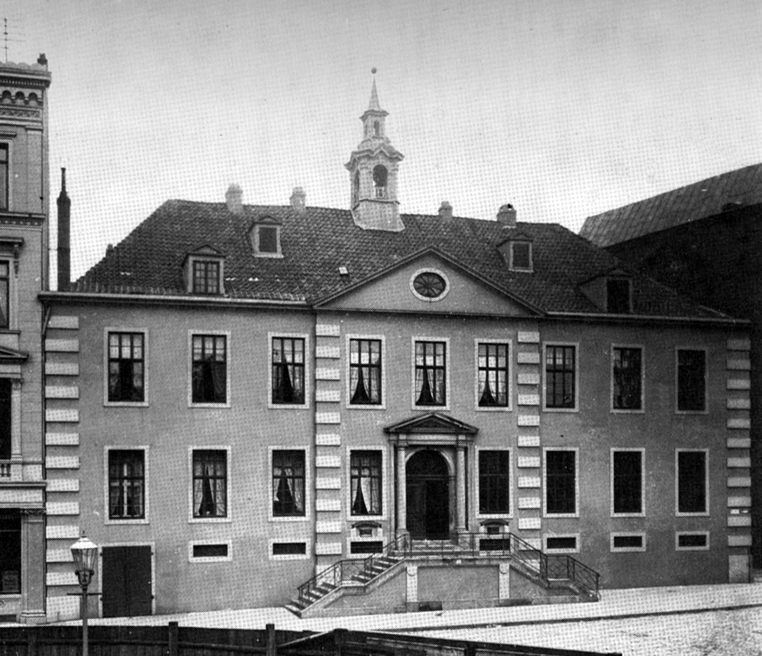
St.-Petri-Waisenhaus am Domshof, 1902 abgerissen

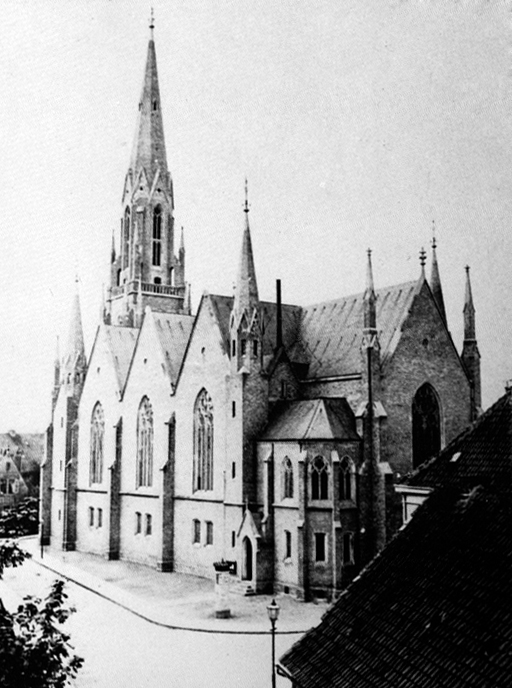
St. Remberti (Bremen), 1890

- Stiftung St. Petri Waisenhaus von 1692 in Bremen, von 1692 bzw. 1901. Heute ist sie eine Einrichtung der Jugendhilfe. Stifter: Gemeinde des St. Petri-Doms.
- St. Petri Witwenhaus von 1536 – heute Stiftung der St.-Petri-Domgemeinde in Bremen.

### R
- St.-Remberti-Stift, seit um 1305 bzw. 1971, förderte das Lepra-Hospital, dann das Armenhaus und Altenheime, heute Altenwohnanlage der Bremer Heimstiftung. Stifter: Stadt Bremen.
- Stiftung St. Remberti-Gemeindepflege zu Bremen, seit 2004, fördert Behinderte.
- Rudolf-Alexander-Schröder-Stiftung zur Vergabe eines Literatur- und eines Literatur-Förderpreises seit um 1950.

### S
- Dietmar Schönherr- und Luise Scherf-Stiftung für Pan y Arte, seit 2006, fördert Projekte der Entwicklungshilfe, Kunst, Mildtätigkeit und Völkerverständigung. Verwalter: Henning Scherf.
- Franz-Schütte-Stiftung seit 1916, fördert Familien in Not. Stifter: Franz Schütte.
- Sportstiftung Bremen zur Förderung von sportlich talentierten Kindern, Jugendlichen und jungen Erwachsenen.
- Stadtteil-Stiftung Hemelingen zur Förderung von gemeinnützigen Projekten im Stadtteil Hemelingen.
- Stefes-Stiftung zur Förderung der Krebsforschung und der öffentlichen Gesundheitspflege.
- Stiftung Solidarität Ukraine, seit 2022, finanzielle Hilfe für die Rekonstruktion und Sicherung der sozialen Infrastruktur; von Schulen, Kindertagesstätten, Krankenhäusern, Pflegeeinrichtungen in der Ukraine
- Studium-Stiftung für Ost-West-Integration zur Förderung der Erziehung und Bildung.

### T
- Tabea, Diakonische Stiftung der Evangelischen Kirchengemeinde Oberneuland zur Unterstützung von Menschen in Notlagen, Betreuung und Begleitung von Jugendlichen.
- Tandler-Stiftung von 2018 für Wissenschaft, Bildung, Erziehung, Religion, Kriminalprävention, Verfolgte, Vertriebene, Kriegsopfer, Strafgefangenenfürsorge.
- Dr. Petra Tessin Stiftung zur Unterstützung von Kinderheimen.
- Thera-Stiftung zur Fürsorge für Strafgefangene.

### U
- Stiftung der Universität Bremen zur Förderung wissenschaftlicher Forschungsarbeit.

### V
- Tönjes-Vagt-Stiftung, seit 1983, fördert Forschungen der Virologie und Personen, die in jungen Jahren von Virenerkrankungen befallen werden. Verwalter: Stiftungshaus Bremen e. V.
- Volksbank-Stiftung Bremerhaven-Cuxland, seit 1997, fördert Kultur und Kunst.

### W
- Günter und Christel Walter Stiftung, seit, fördert von Kunst und Kultur auf dem Gebiet der Textilkunst.
- Stiftung im Wilhelm-Wagenfeld-Haus, seit 1988, bewahrt den Nachlass von Wilhelm Wagenfeld.
- Stiftung Alfred-Wegener-Institut, seit 1980, finanziert das nach Alfred Wegener benannte Forschungsinstitut. Stifter: Land Bremen und ?
- Welfonder-Stiftung in Bremerhaven von 2018 für öffentliches Gesundheitswesen, insbesondere für Kinder.
- Hans-Wendt-Stiftung, seit 1919, anerkannter freier Träger der Jugendhilfe in Bremen
- Werder Bremen Stiftung, seit 2009, fördert Sport, Gewaltprävention und internationalen Völkerverständigung
- Wilkens-Stiftung, seit 2005, unterstützt Forschungen
- Stiftung Wohnliche Stadt, seit 1980, fördert Projekte zur Verbesserung von Stadtbild, sozialer und kultureller Wohnqualität und der Landschaft in Bremen und Bremerhaven. Stifter: Land Bremen (Senator für Inneres)
- Wolfgang-Ritter-Stiftung, seit 1970, fördert die Wissenschaft und ihren Nachwuchs – u. a. die Universität Bremen, die Hochschule Bremen und die Jacobs Universität Bremen. Stifter: Wolfgang Ritter